# Грудзин, Владислав Осипович
Владисла́в Осипович Гру́дзин (Владислав Адам Грудзина; Грудзино) (1824, Гродненская губерния—9 января 1901, Москва) — русский архитектор. В конце 1860-х — начале 1870-х годах заведовал строительством в большинстве городов Московской губернии. Имел обширную частную практику, является автором нескольких десятков церковных и гражданских построек в Москве и Московской области.

## Биография
Владислав Адам Грудзина (Грудзино) происходил из католической семьи польско-литовскиx дворян Гродненской губернии. В 1842—1844 годах учился на отделении гражданских инженеров Лесного и межевого института в Санкт-Петербурге. Примерно с этого времени стал именоваться на русский лад Владиславом Осиповичем Грудзиным. По окончании обучения принимал участие в строительных работах в Эрмитаже. В 1844 году получил назначение помощником гражданского инженера Тверской палаты Государственных имуществ; в 1846 году занял должность гражданского инженера палаты. В 1849 году Грудзина перевели гражданским инженером Московской палаты Государственных имуществ. После реорганизации системы управления строительством в 1866 году переведён техником Строительного отделения Московского губернского правления; в ведение Грудзина передали северную и западную части Московской губернии с городами Дмитровым, Клином, Вереей, Рузой, Звенигородом, Можайском, Волоколамском, а также с двумя посадами — Сергиевым и Воскресенским. Помимо этого, в 1867 году ему поручили заведовать постройками в Коломне, Серпухове, Бронницах, Богородске, Подольске и Павловском посаде. В 1875 году был назначен городским архитектором Серпухова, служил в этой должности до 1894 года. Скончался 9 января 1901 года, похоронен в Москве на Введенском кладбище.

## Проекты и постройки
Легенда:
- Сохранившиеся (в том числе частично) и восстановленные постройки;
- Несохранившиеся постройки.

| Изображение | Датировка  | Наименование и местонахождение постройки                                                                     |
| ----------- | ---------- | --- |
|             | 1850—1860  | Церковь Воскресения Словущего, Ивойлово                                                                      |
|             | 1856—1859  | Спасо-Преображенский храм, Бужарово                                                                          |
|             | 1858—1862  | Церковь Рождества Пресвятой Богородицы в Николо-Трубецком, Балашиха                                          |
|             | 1857—1859  | Храм Сергия Радонежского в Бусинове, Москва, Ижорская улица, 1                                               |
|             | 1859—1863  | Церковь Иконы Божией Матери Казанская, Казанское                                                             |
|             | 1859—1871  | Церковь Всех Святых на Всехсвятском кладбище, Серпухов                                                       |
|             | 1850-е     | Церковь Троицы Живоначальной, Захарово                                                                       |
|             | 1862—1882  | Церковь Иконы Божией Матери Казанская, Бывалино                                                              |
|             | 1863—1866  | Храм Бориса и Глеба в Дегунине, Москва, Дегунинская улица, 18а                                               |
|             | 1868       | Часовня Александра Невского, Дмитров                                                                         |
|             | 1871       | Часовня у Тверской заставы, Москва                                                                           |
|             | 1870-е     | Корпуса Горбуновской фабрики, Хотьково                                                                       |
|             | 1872—1873  | Церковь Рождества Пресвятой Богородицы при Доме Призрения, Сергиев Посад                                     |
|             | 1873       | Церковь Всех Святых, Озёры                                                                                   |
|             | 1873       | Церковь Троицы Живоначальной, Турбичево                                                                      |
|             | 1873       | Церковь Покрова Пресвятой Богородицы, Лысцево (сохранилась частично)                                         |
|             | 1873 −1879 | Церковь Рождества Пресвятой Богородицы, Дютьково                                                             |
|             | 1873 −1881 | Церковь Рождества Христова, Ильинское                                                                        |
|             | 1874       | Часовня Николая Чудотворца, Хлебниково                                                                       |
|             | 1874—1878  | Церковь Воскресения Христова, Ашитково                                                                       |
|             | 1875—1878  | Церковь Троицы Живоначальной, Озёры                                                                          |
|             | 1874—1887  | Церковь Воздвижения Честного Креста Господня в Дубровке, Орехово-Зуево                                       |
|             | 1875—1886  | Храм Преображения Господня в Спас-Тушине, Москва, Волоколамское шоссе, 128                                   |
|             | 1877—1876  | Богадельня (ныне Серпуховский технический колледж), Серпухов                                                 |
|             | 1877       | Церковь Покрова Пресвятой Богородицы, Локотня                                                                |
|             | 1877—1885  | Колокольня и часовня Александра Невского при церкви Николая Чудотворца, Рогачёво                             |
|             | 1881—1895  | Церковь Преображения Господня, Бортниково                                                                    |
|             | 1883       | Перестройка церкви Воскресения Словущего, Подольск                                                           |
|             | 1884       | Вознесенская церковь, Истра                                                                                  |
|             | 1887       | Пристройки к церкви Воздвижения Честного Креста Господня при Ямских училищах, Москва, Ленинградский проспект |
|             | 1889       | Перестройка церкви Параскевы (Пятницы) Великомученицы, Горбачиха                                             |
|             | 1889       | Александровская часовня, Истра, Торговая площадь                                                             |
|             | 1889—1894  | Собор Преображения Господня в Никитском монастыре, Кашира (сохранилась частично)                             |
|             | 1890—1898  | Церковь Рождества Христова в Рождествено (Митине), Москва                                                    |
|             | 1893—1895  | Церковь Рождества Христова, Мальково                                                                         |
|             | 1897—1900  | Церковь Троицы Живоначальной в Каменке, при участии П. П. Крюкова, Электроугли                               |